# Erziehungsrente
Die Erziehungsrente ist eine Rentenart der deutschen gesetzlichen Rentenversicherung. Sie zählt zwar zu den Renten wegen Todes (§ 33 Abs. 4 Nr. 3 SGB VI), wird im Unterschied zur Witwen- oder Waisenrente jedoch aus der Versicherung des Überlebenden gezahlt und gehört daher nicht zu den Hinterbliebenenrenten.
Anspruch auf Erziehungsrente besteht gem. § 47 SGB VI, wenn
- der oder die Hinterbliebene mindestens fünf Jahre lang Rentenbeiträge einzahlte
- die Ehe nach dem 30. Juni 1977 geschieden, für nichtig erklärt oder aufgehoben wurde – oder bei Auflösung der Ehe vor dem 1. Juli 1977 für den Unterhaltsanspruch DDR-Recht galt
- der oder die Hinterbliebene nach dem Tod des Ex-Ehegatten ein eigenes Kind oder ein Kind des Verstorbenen (auch Stiefkind, Pflegekind, Enkel, Geschwister), das das 18. Lebensjahr noch nicht vollendet hat, erzieht. Gleiches gilt für ein behindertes eigenes Kind oder Kind des früheren Ehegatten unabhängig vom Alter des Kindes
- der Hinterbliebene noch nicht die Regelaltersgrenze erreicht hat
- der Hinterbliebene nicht wieder geheiratet hat

Die Einkommensanrechnung erfolgt analog zur Witwenrente nach § 97 SGB VI. Anspruch auf Erziehungsrente besteht auch für verwitwete Ehegatten, für die ein Rentensplitting durchführt wurde. 
Eingetragene Lebenspartnerschaften sind bei der Erziehungsrente der Ehe gleichgestellt.